# Tony Dagradi
Tony Dagradi (New York, 22 september 1952) is een Amerikaanse jazzmuzikant (saxofoon, klarinet).

## Biografie
Tony Dagradi groeide op in New Jersey en had les bij Tony Aless. Begin jaren 1970 studeerde hij aan het Berklee College of Music, o.a. met Andy McGhee, Herb Pomeroy, Charlie Mariano en Gary Burton. Na twee jaar verliet hij de universiteit om als muzikant te gaan werken. Gedurende deze tijd was hij co-leider van de experimentele band Inner Visions, waarin ook trombonist Gary Valente speelde. Hij vestigde zich halverwege de jaren 1970 in New Orleans. Daar was hij oprichter van de Astral Project-formatie in 1978. Hij werkte ook samen met muzikanten uit het lokale muziekcircuit zoals Professor Longhair, Ellis Marsalis, James Booker, Dr. John, Johnny Adams, Larry Coryell en Nat Adderley. Begin jaren 1980 was hij lid van de band van Carla Bley en werkte hij mee aan hun albums Social Studies (1980), Live! (1981) en I Hate to Sing (1981/1983). Dagradi vormde in 1995 een nieuwe band en nam het album Live at the Columns: The Tony Dagradi Trio op, begeleid door collega's van het Astral-project zoals Johnny Vidacovich en James Singleton. Dagradi werkt parallel aan zijn musici-activiteiten als professor aan de Universiteit van New Orleans. Hij initieerde o.a. het Jazz Underground-programma en werkte als muziekpedagoog aan de Loyola School of Music in New Orleans.

## Discografie
- 1981: Lunar Eclipse (Gramavision Records)
- 1988: Dreams of Love (Core)
- ????: Images from the Floating World